# Sheikh Russell KC
Maillots
Actualités
Le Sheikh Russel Krira Chakra Limited (en bengali : শেখ রাসেল ক্রীড়া চক্র), plus couramment abrégé en Sheikh Russell KC, est un club bangladais de football fondé en 1995 et basé à Dacca, la capitale du pays.

## Historique
Fondé à Dacca, le club a participé à toutes les éditions de la Bangladesh League depuis sa fondation en 2007. Il a remporté ses deux titres majeurs la même année puisqu'il a réussi le doublé Coupe-championnat lors de la saison 2012-2013. Il termine également dauphin du Sheikh Jamal Dhanmondi Club en 2015.
Au niveau international, le titre en championnat permet au club de participer à la Coupe du président de l'AFC 2014. Le bon parcours réalisé (phase finale de groupes) le qualifie automatiquement pour la Coupe de l'AFC 2015.

## Palmarès
| Compétitions nationales |
| --- |
| - Championnat du Bangladesh (1) : - Vainqueur : 2012-13. - Vice-champion : 2015. - Coupe du Bangladesh (1) : - Vainqueur : 2012. |

## Personnalités du club

### Présidents du club
- Nurul Islam
- Sayem Sobhan Anvir

### Entraîneurs du club
- Wazed Gazi (18 janvier 2007 - ?)
- Kamal Babu (27 août 2009 - ?)
- Mahmudul Haq Liton (décembre 2011 - juin 2011)
- Maruful Haque (septembre 2011 - 15 avril 2014)
- Dragan Đukanović (21 avril 2014 - 20 mai 2015)
- Maruful Haque (3 juin 2015 - 26 août 2016)
- Shafiqul Islam Manik (27 août 2016 - 3 février 2018)
- Saiful Bari Titu (octobre 2018-)